# Lavenone
Lavenone est une commune italienne de 618 habitants de la province de Brescia dans la région Lombardie en Italie.

## Administration
| Période                                  | Période | Identité | Étiquette | Qualité |
| ---------------------------------------- | ------- | -------- | --------- | ------- |
|                                          |         |          |           |         |
| Les données manquantes sont à compléter. |         |          |           |         |

### Communes limitrophes
Anfo, Bagolino, Collio (Brescia), Idro, Pertica Bassa, Treviso Bresciano, Vestone